# Dalbergia travancorica
Dalbergia travancorica är en ärtväxtart som beskrevs av Krishnamurthy Thothathri. Dalbergia travancorica ingår i släktet Dalbergia, och familjen ärtväxter. Inga underarter finns listade i Catalogue of Life.